# Ktyrimisca rava
Ktyrimisca rava là một loài ruồi trong họ Asilidae. Ktyrimisca rava được Lehr miêu tả năm 1967. Loài này phân bố ở vùng Cổ Bắc giới.